# Nolinsk
Nolinsk (rusky Нолинск) je město v Kirovské oblasti v Ruské federaci. Při sčítání lidu v roce 2010 měl bezmála deset tisíc obyvatel.

## Poloha a doprava
Nolinsk leží v předhůří Uralu na pravém, severním břehu Voji, levého přítoku Vjatky v povodí Kamy. Od Kirova, správního střediska oblasti, je vzdálen přibližně 150 kilometrů jižně.
Z města vede silnice na severovýchod směrem na Kirov a na jih směrem na Uržum.

## Dějiny
Nolinks byl založen v roce 1688 jako Nikolskij pogost (Никольский погост). Jméno odkazovala k zasvěcení zdejšího kostela svatému Mikuláši, který patřil stejně jako obec ke klášteru ve Vjatce. Později se vžilo kratší jméno Noli podle zdejší říčky Nolji.
V roce 1764 přešla obec do majetku státu a v roce 1780 se stala městem s názvem Nolinsk.
V letech 1823 a 1865 zasáhly město ničivé požáry a muselo být z velké části přestavěno.
Na přelomu 19. a 20. století bylo město sídlem politických vyhnanců, z nichž nejznámější je Felix Edmundovič Dzeržinskij, který zde pobýval od srpna do prosince 1898.
Od roku 1940 se Nolinsk nazýval Molotovsk k poctě Vjačeslava Michajloviče Molotova, ministra zahraničí Sovětského svazu, blízkého spolupracovníka Josifa Vissarionoviče Stalina a rodáka z nedaleké Kukarky. V rámci destalinizace byl v roce 1957 přejmenován zpět na Nolinsk.

### Rodáci
- Nikolaj Semjonovič Kurnakov (1860 – 1941), chemik